# Biserica Sfântul Donat din Saint Donatus
Biserica Sfântul Donat din Saint Donatus este o biserică romano-catolică ridicată de emigranți luxemburghezi în secolul al XIX-lea în statul Iowa.
Patronul bisericii este Donat, un sfânt popular în Luxemburg și pe Valea Rinului.